# Landolphia elliptica
Landolphia elliptica är en oleanderväxtart som beskrevs av Lassia. Landolphia elliptica ingår i släktet Landolphia och familjen oleanderväxter. Inga underarter finns listade i Catalogue of Life.